# Parque Solar de Crucey
O Parque Solar de Crucey é um parque solar de 60 MW na França. Foi construído pela EDF Énergies Nouvelles nas comunas de Maillebois, Crucey-Villages e Louvilliers-lès-Perche. Possui 741.150 painéis fotovoltaicos de película fina fabricados pela First Solar.